# Grote Prijs van Oran
De Grote Prijs van Oran is een eendaagse wielerwedstrijd in en rond Oran in Algerije, voor het eerst georganiseerd in 2014. De wedstrijd maakt deel uit van de UCI Africa Tour, in de categorie 1.2. In 2024 werd de wedstrijd voor het eerst verreden na acht jaar van afwezigheid.

## Lijst van winnaars

### Overwinningen per land
| Overwinningen | Land             |
| ------------- | ---------------- |
| 2             | Algerije         |
| 1             | Litouwen, Rwanda |

2005 · 
2006 · 
2007 · 
2008 · 
2009 · 
2010 · 
2011 · 
2012 · 
2013 ·
2014 · 
2015 ·
2016 ·
2017 ·
2018 ·
2019 ·
2020 ·
2021 ·
2022 ·
2023 ·
2024 ·
2025
Belangrijkste wedstrijden

Ronde van Burkina Faso · La Tropicale Amissa Bongo · Ronde van Kameroen · Ronde van Marokko · GP Chantal Biya · Ronde van Rwanda